# Гірнича промисловість
Гірни́ча (гірничодобувна́) промисло́вість — комплекс галузей важкої промисловості з розвідування родовищ корисних копалин, видобування та збагачення корисних копалин.

## Структура
Всі галузі гірничої промисловості поділяються на такі основні групи:
- паливодобувну (вугільна, нафтова, сланцева, торфова, видобування природного газу),
- рудодобувну (залізорудна, марганцеворудна, видобування кольорових руд, благородних і рідкісних металів та ін.),
- гірничохімічну (видобування калійних солей, кам'яної солі, апатитів, нефелінів, бокситів, сірки, фосфоритів тощо),
- видобування мінеральної сировини для будівельної індустрії,
- видобування мінеральної сировини для вогнетривкої та керамічної промисловості,
- гідромінеральну.

Вартість світової гірничодобувної промисловості в 2019 році становила $144,37 млрд, яка, як очікується, зросте на 12,7% CAGR з 2020 по 2027 рік.

## Показники (індекси) гірничої галузі
ПОКАЗНИКИ (ІНДЕКСИ) ГІРНИЧОЇ ГАЛУЗІ — індекси, що характеризують стан і зміни в гірничій галузі або окремому її секторі в світовому масштабі. Наприклад, глобальний індекс гірничої галузі HSBC Global Mining обчислюється розподілом поточних складових загального ринкового капіталу на загальний встановлений ринковий капітал. Індекс і всі критерії його виконання обчислюються в доларах США. Індекси HSBC публікуються в журналі Mining Journal. Базисні дані для обчислення індексу включають 155 компаній із загальним капіталом $315,3 млн (на 31.12.1999). Індекс розраховується щодня. Інший показник (індекс) — FTSE Gold Mines є секторальним, індекс Australian All Mining обмежується фірмами, оголошеними на фондовій біржі і т. д.